# Microregiunea Nyírbátor
Microregiunea Nyírbátor (în maghiară Nyírbátori kistérség) a fost o microregiune statistică (kistérség) din județul Szabolcs-Szatmár-Bereg, Ungaria.
Cu o populație de 42.011 locuitori și o suprafață de 695,94 km2, aceasta a existat până în 2014, când în Ungaria, microregiunile ”kistérségek” au fost înlocuite de districte (járások).